# غوميشان (بهي دهبكري)
غومیشان (بالفارسية: گاومیشان) هي قرية تقع في إيران في قسم بهي دهبکري الريفي. يقدر عدد سكانها بـ 24 نسمة بحسب إحصاء 2016.